# Theodore Landers
Theodore Michael Landers (1997) è un giocatore di football americano canadese, di ruolo quarterback.
Ha giocato a football americano nelle squadre di college dei Guelph Gryphons (in Canada) e dei Bristol Bullets (nel Regno Unito), per poi passare ai tedeschi Frankfurt Universe e in seguito agli spagnoli Las Rozas Black Demons. Dal 2024 gioca nei Wasa Royals.